# Ivo Andrić
Ivo Andrić (Travnik, 1892. október 9. – Belgrád, 1975. március 13.) boszniai származású jugoszláv Nobel-díjas író, költő, közéleti személyiség.

## Élete
Az egykori Osztrák–Magyar Monarchia részét képező boszniai kisváros, Travnik környékén született, Dolac településen, horvát katolikus szülők gyermekeként. Apja Antun Andrić, anyja Katarina Pejić.  (Az Ivo az Ivan személynév kicsinyítő képzős alakja.) Kétéves korában elveszítette édesapját, és kisgyermekként nagynénjéhez került a Kelet-boszniai Višegrad városba. Ivo Andrić ekkor láthatta először a határ menti városka patinás hídját, amelyet Nobel-díjas regényében örökített meg (Híd a Drinán szerb nyelven: Na Drini ćuprija).
A gimnáziumot Bosznia egyik legrégibb iskolájában végezte, Szarajevóban. Később a Monarchia számos egyetemén (Zágráb, Bécs, Krakkó, Graz) tanult. Politikai elköteleződései miatt az első világháború idején az osztrák-magyar hatóságok börtönbe zárták sok más szerb, illetve szerb érzelmű boszniai honfitársával együtt.
A Szerb-Horvát-Szlovén Királyság (később Jugoszlávia) idején diplomataként dolgozott. Közvetlenül a második világháború kitöréséig Németországban a Jugoszláv Királyság követeként tevékenykedett.

## Származása

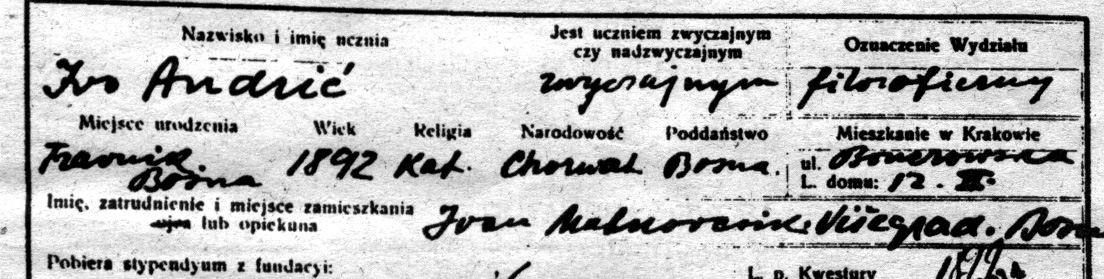
Példa arra, amikor Ivo Andrić horvátnak és katolikusnak vallotta magát

Annak ellenére, hogy boszniai katolikus család sarja volt, műveinek csak töredékét írta horvát nyelven írói pályafutása legelején, munkássága szerb nyelven folyt. Erre talán némi magyarázatot adhat az is, hogy Andrić erősen hitt a délszláv népek közös államának eszméjében. Horvát származású kollégáinak többségétől eltérően Andrić megmaradt mindvégig ezen elhatározása mellett, sőt, a horvát nemzeti öntudat erősödésével Jugoszlávián belül, az ország egységét féltve és talán hűségét bizonyítva a jugoszlávság eszméjéhez, többször is határozottan szerbnek vallotta magát és irodalmi munkásságát a szerb irodalomhoz kötötte. Erről tanúskodik a következő 1942. szeptember 18-án keltezett, Andrić Svetislav Stefanovićnak írt levelének eleje, melyben önmagát "Kao srpski pripovedač…" (Szerb novellistaként…) emlegeti. (lásd: Ivo Andrić: Sveske /293. old./ (Sarajevo, 1982.)
A nagy horvát író Miroslav Krleža Ivo Andrićot "katolikus szeszélyű bosnyák elmének" titulálta. (Bori Imre: Ivo Andrić /12. old./ (Újvidék, 1992)

## Munkássága
Andrić regényei és novellái részletező és érzéki ábrázolásmódja miatt váltak kedveltté. novellistaként a boszniai élet számos oldalát tárta fel. Változatos emberi sorsok, nemzetiségek, különböző vallásúak elbeszéléseinek megjelenítettjei (Arcok, 1960; Asszony a kövön, 1962). A második világháborúval foglalkozó elbeszélései közül kiemelkedik A Titanic büfé.
A második világháború után, a szocialista Jugoszlávia idején Andrić az ún. jugoszláv új regény egyik legjelentősebb, rendkívül termékeny képviselője lett. Belgrádban visszavonultan élve idejét az irodalomnak szentelte. Cselekményekben bővelkedő történelmi regényeiben négy évszázad múltját, Európa forradalmi viharait, illetve a fösvénység új oldalait tárta fel. Látásmódja kifinomult és bölcs ember-, kultúra- és vallásismeretről tanúskodik. Nobel-díját a Híd a Drinán (1945) című művéért kapta. Két másik ismert regénye, a Travniki krónika (1945) és az Omér pasa (1977) szintén a boszniai életet ábrázolja az oszmán korszakban és az azt követő osztrák–magyar uralom alatt.

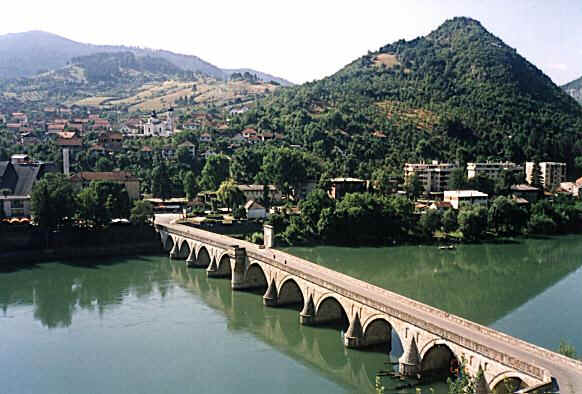
Híd a Drinán

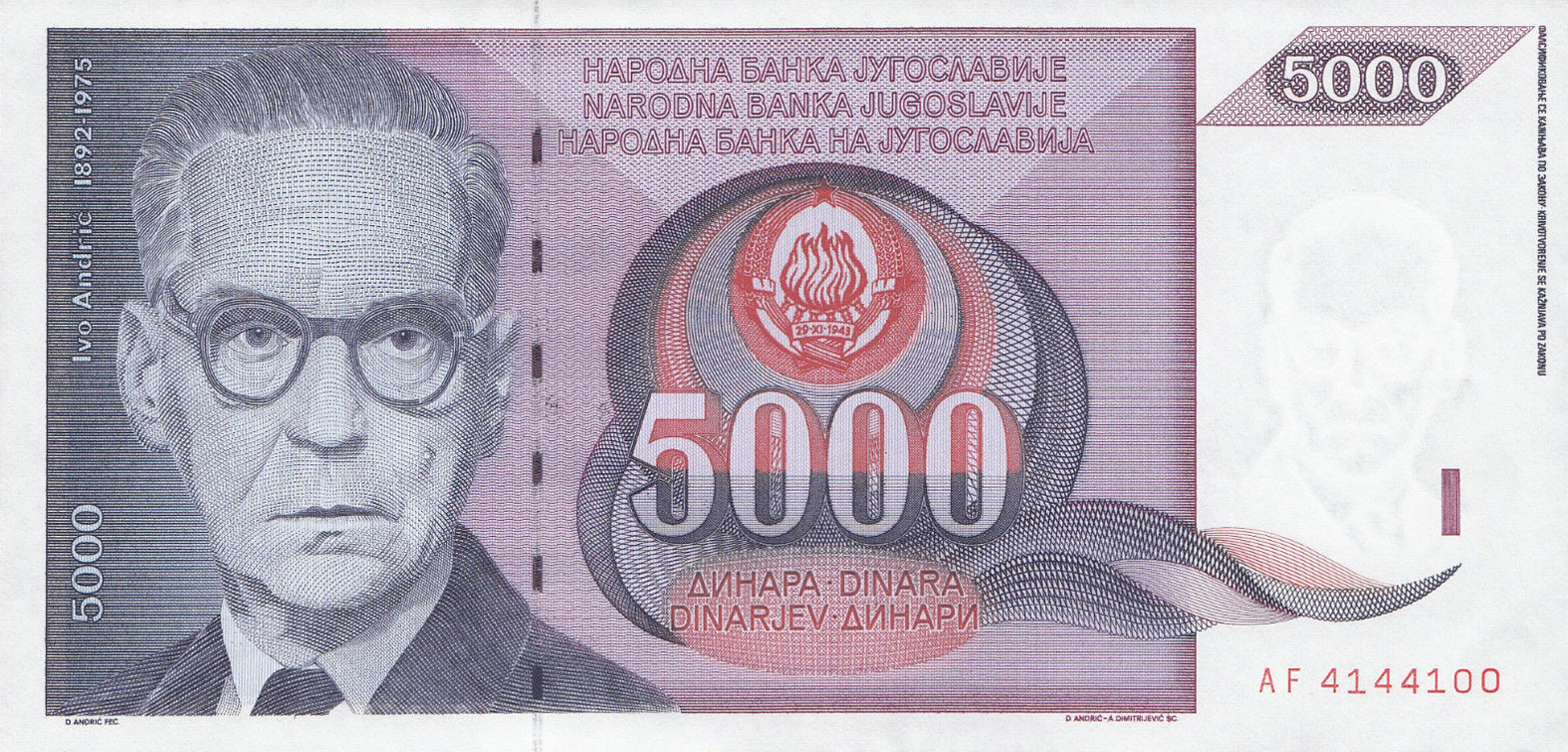
Ivo Andrić portréja az 1991-es sorozatú jugoszláv 5000 dináros bankjegyen.

## Művei
- Ex ponto 1918 – Ex ponto (prózai verssorok)
- Nemiri 1920 – Nyugtalanságok (prózai verssorok)
- Put Alije Đerzeleza, 1920 – Alija Đerzelez útja
- Most na Žepi, 1925 – Híd a Žepan
- Anikina vremena, 1931 – Anika ideje
- Portugal, zelena zemlja 1931 – Portugália, a zöld föld (útirajzok)
- Španska stvarnost i prvi koraci u njoj 1934 – A spanyol valóság és az első lépések benne (útirajzok)
- Razgovor sa Gojom 1936 – Beszélgetés Goyával (esszé)
- Na Drini ćuprija 1945 – Híd a Drinán (regény)
- Gospođica 1945 – A Kisasszony (regény)
- Travnička hronika 1945 – Travniki krónika (regény)
- Na Nevskom prospektu 1946 – A Névai sugárúton
- Na kamenu, u Počitelju – A kövön, Počiteljben
- Priča o vezirovom slonu, 1948 – A vezír elefántja
- Prokleta avlija 1954 – Az (el)átkozott udvar (novella)
- Igra 1956 – Játék
- O priči i pričanju, beseda povodom dodele Nobelove nagrade, 1961 – A meséről és a mesélésről (beszéde a Nobel-díj átádása alkalmából)
- Jelena žena koje nema 1963 – Jelena, a nem létező asszony (regény)
- Šta sanjam i šta mi se događa 1918 – Amit álmodok és ami történik velem (posztumuszként kiadott lírai művek)
- Omerpaša Latas 1977 – Omer-pasa (posztumusz regény)
- Na sunčanoj strani – A napos oldalon (befejezetlen posztumusz regény)

## Magyarul
- Híd a Drinán; ford. Csuka Zoltán; Szikra, Budapest, 1947
- Nyuszi; ford. Herceg János; Bratsztvo-Jedinsztvo, Noviszád, 1949 (Híd könyvek)
- Kisasszony. Regény; ford. Herceg János; Testvériség-Egység, Újvidék, 1954
- Vihar a völgy felett. Travniki krónika. Történelmi regény; ford. Csuka Zoltán; Új Magyar Kiadó, Budapest, 1956
- Elátkozott udvar / Anika idejében. Kisregény; ford., utószó Csuka Zoltán; Szépirodalmi, Budapest, 1959 (Olcsó könyvtár)
- Válogatott művei, 1-4.; bev. Hadrovics László, ford. Csuka Zoltán, Herceg János, vál. Petar Džadžic; Forum, Novi Sad, 1962
- A vezír elefántja. Novellák; vál., szerk., bev. Vujicsics D. Sztoján, ford. Csuka Zoltán et al.; Magvető, Budapest, 1963 (Világkönyvtár)
- A kisasszony / Nyuszka; ford. Herceg János, Csuka Zoltán, utószó Hadrovics László; Európa, Budapest, 1963 (Milliók könyve)
- A lőportorony. Elbeszélések; vál., ford. Csuka Zoltán; Forum–Móra, Újvidék–Budapest, 1974
- Beszélgetés Goyával; Magyar Helikon–Európa, Budapest, 1975
- Haragban a világgal. Elbeszélések a gyermekvilágról; vál., utószó, jegyz. Stevan Micić, ford. Csuka Zoltán; Tankönyvkiadó Intézet, Újvidék, 1979 (Házi olvasmány)
- Omér pasa. Regény; ford. Csuka Zoltán, jegyz. Hóvári János; Európa, Budapest, 1984
- Magyar Musztafa / Elátkozott udvar / A vezír elefántja; ford. Csuka Zoltán; Forum–Terebess, Újvidék–Budapest, 1998
- Jelek az út mentén; ford. Radics Viktória, fotó Szerda Zsófia; Forum, Újvidék, 2018

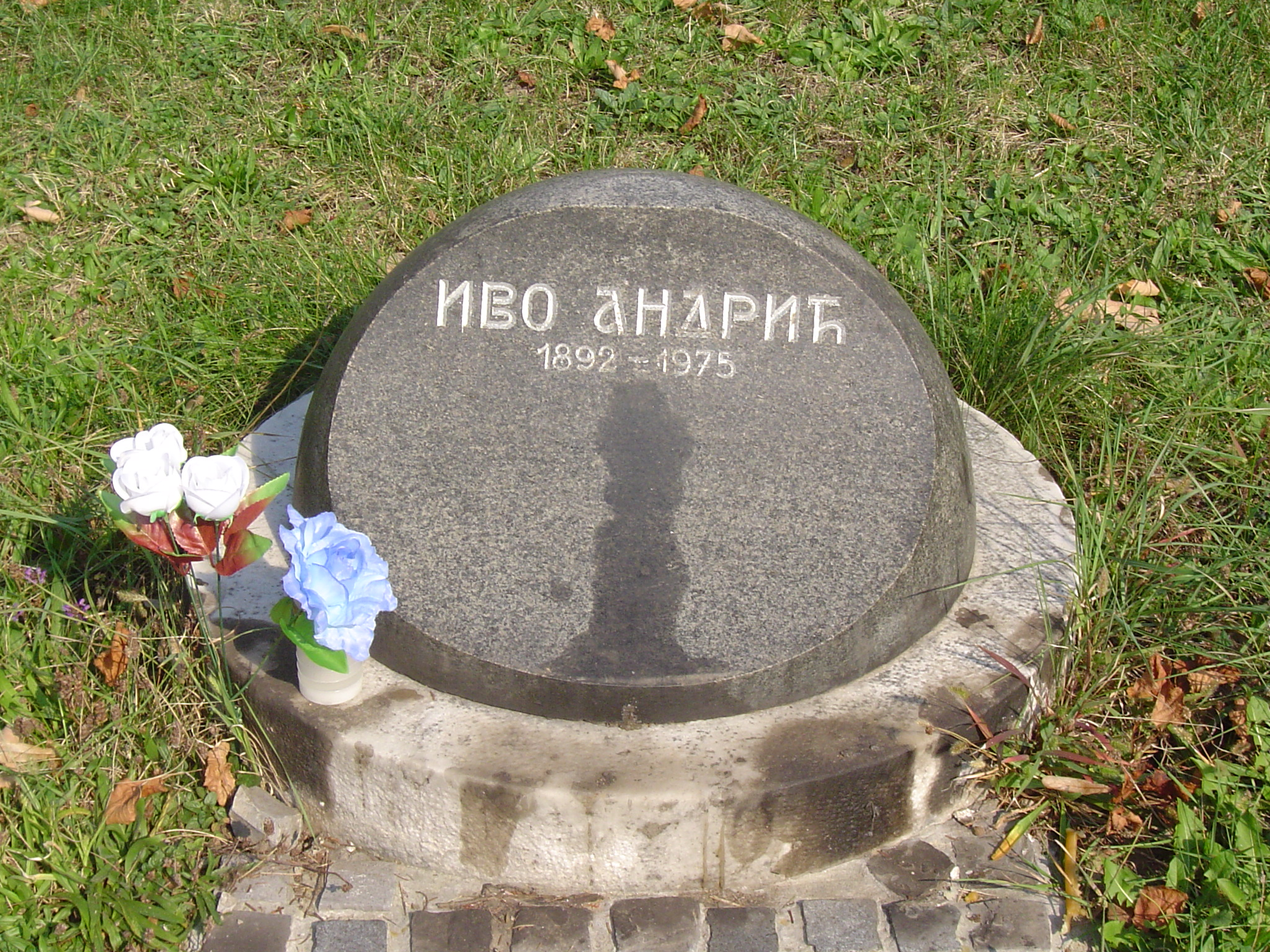
Ivo Andrić sírja Belgrádban (Szerbia)